# Barsbek
Barsbek er en by og en kommune i det nordlige Tyskland, beliggende i Amt Probstei i den nordlige del af Kreis Plön. Kreis Plön ligger i den østlige/centrale del af delstaten Slesvig-Holsten.

## Geografi
Barsbek er beliggende omkring 15 km nordøst for Kiel og omkring 3 km vest for Schönberg ved Bundesstraße 502 fra Kiel mod Lütjenburg.
I kommunen område ligger naturschutzgebiet Barsbeker See.